# Liste von Söhnen und Töchtern der Stadt Beirut
Die folgende Liste enthält die in Beirut geborenen Persönlichkeiten, chronologisch aufgelistet nach dem Geburtsjahr. Die Liste erhebt keinen Anspruch auf Vollständigkeit.

## In Beirut geborene Persönlichkeiten

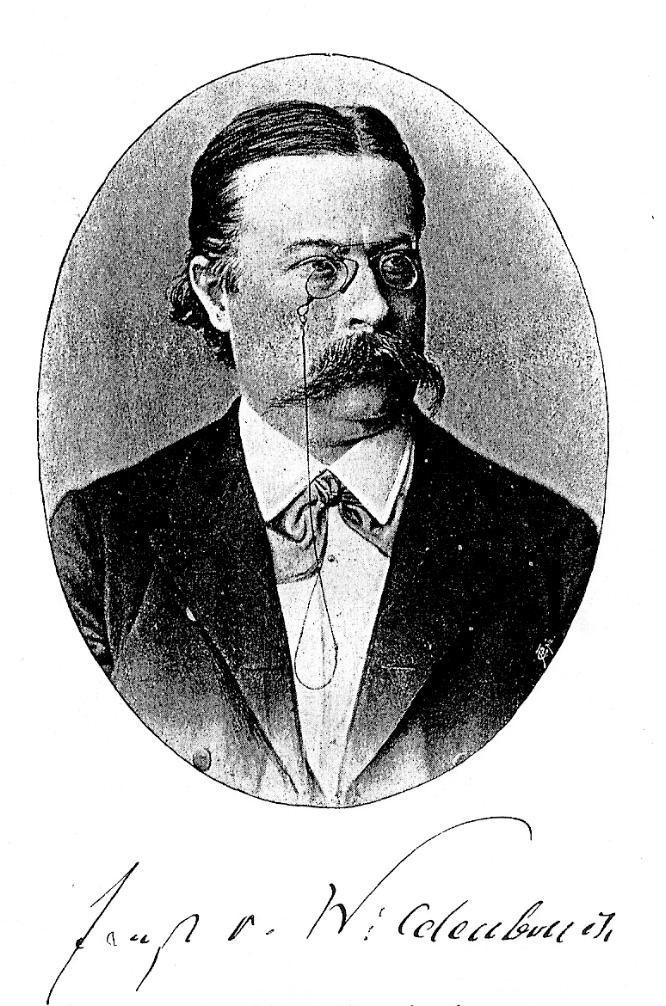
Ernst von Wildenbruch

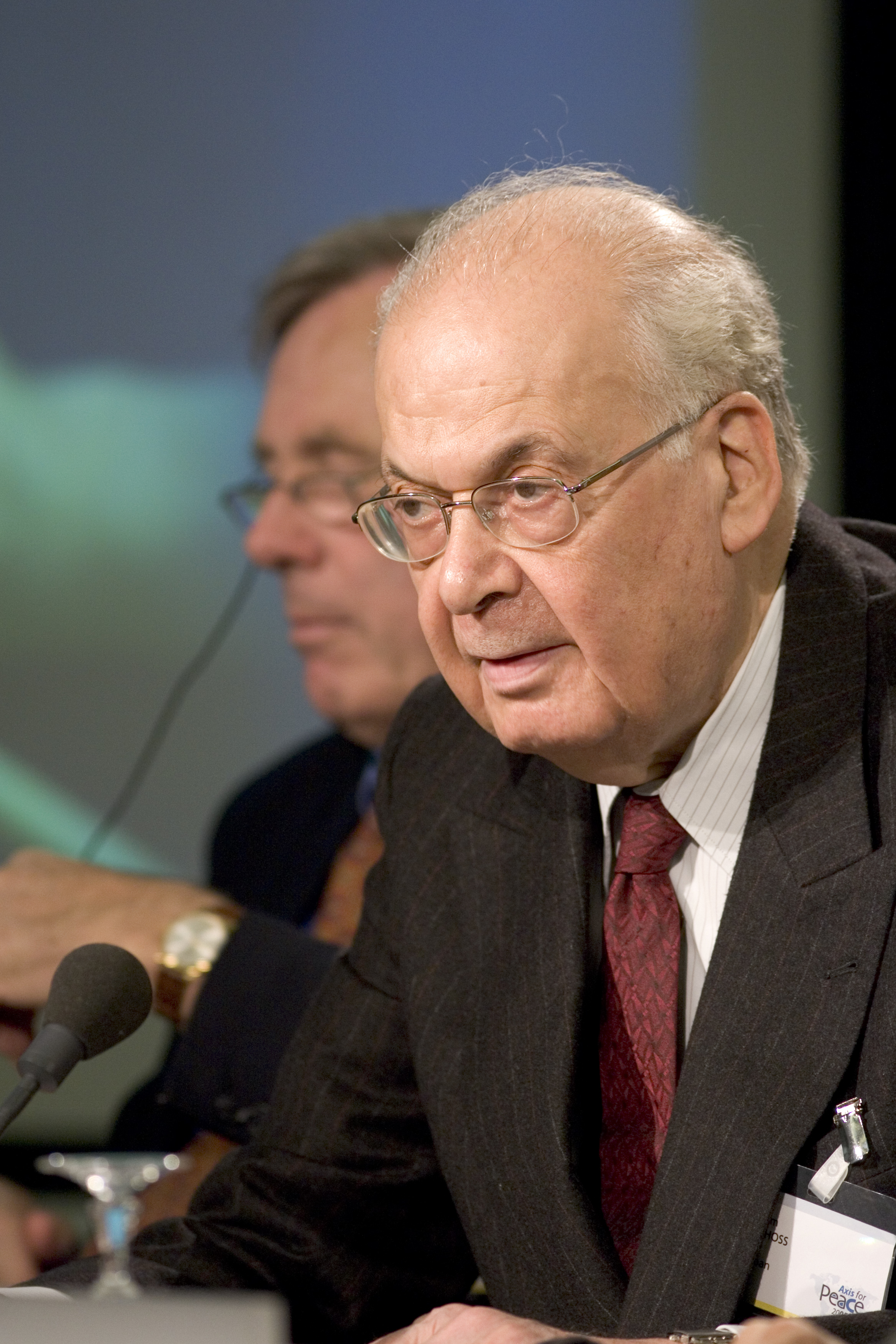
Selim al-Hoss

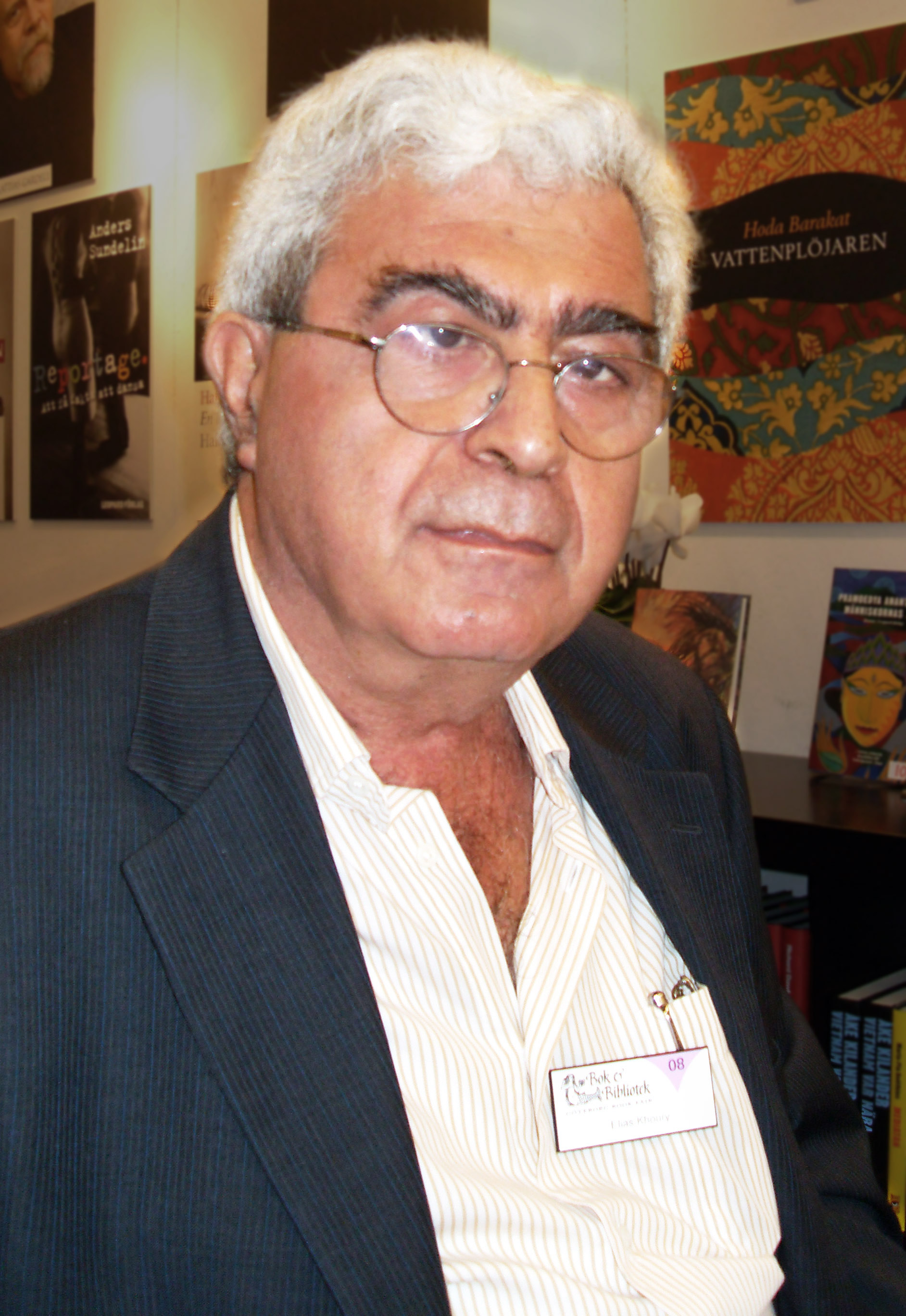
Elias Khoury

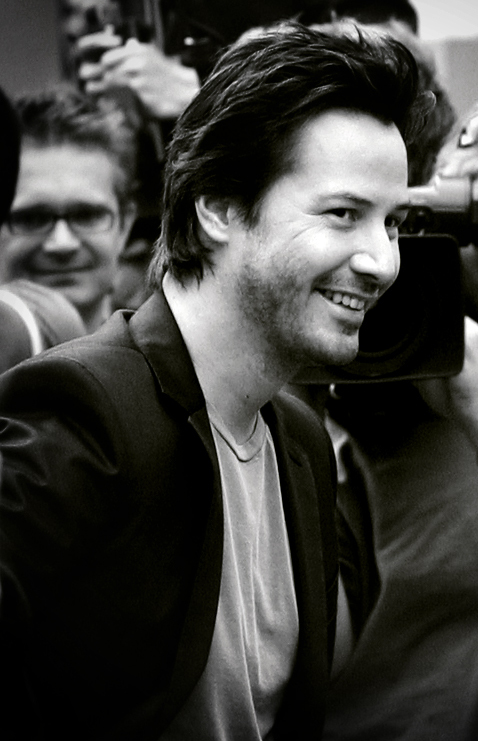
Keanu Reeves

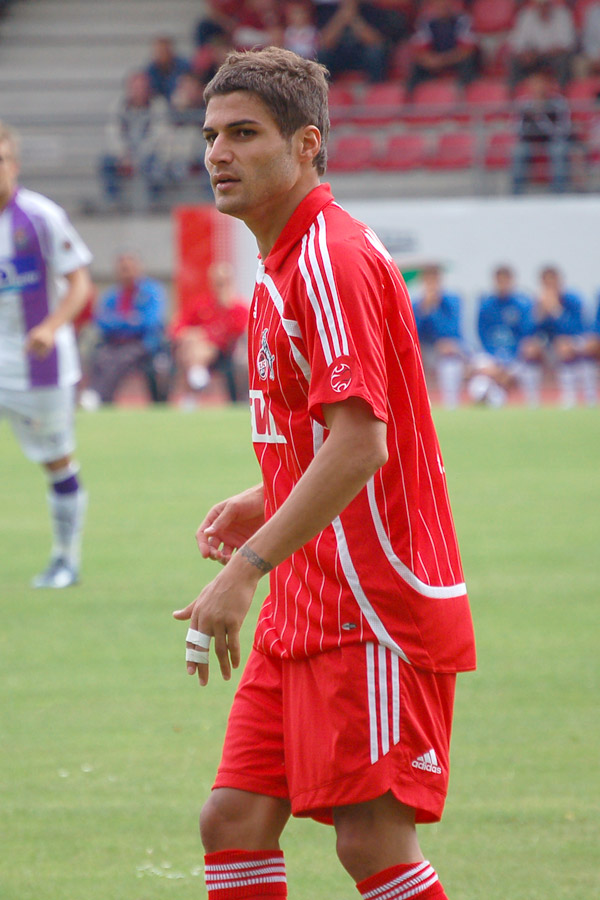
Youssef Mohamad

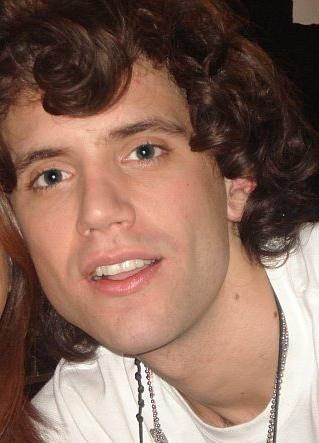
Mika

### Bis 1900
- Ernst von Wildenbruch (1845–1909), deutscher Schriftsteller und Diplomat
- Julius Löytved-Hardegg (1874–1917), deutscher Diplomat
- Chekri Ganem (1861–1929), Journalist und Schriftsteller
- Ayub Thabit (1884–1951), Politiker
- Petro Trad (1886–1947), Politiker
- Fausi al-Kawukdschi (1890–1977), Militär und Politiker

### 1901 bis 1950
- Saniya Habboub (1901–1986), Medizinerin
- Fuad Schihab (1902–1973), Politiker und von 1958 bis 1964 Präsident des Libanon
- Charles Helou (1913–2001), Politiker
- Saloua Raouda Choucair (1916–2017), Malerin und Bildhauerin
- Avedis Donabedian (1919–2000), libanesisch-amerikanischer Arzt
- Pierre Eddé (1921–1997), Abgeordneter, Politiker und Unternehmer
- Etel Adnan (1925–2021), libanesisch-US-amerikanische Malerin und Schriftstellerin
- Shafik Wazzan (1925–1999), Politiker
- Edouard Saouma (1926–2012), Beamter, Generaldirektor der Ernährungs- und Landwirtschaftsorganisation der Vereinten Nationen (FAO)
- Sélim Abou (1928–2018), Ordensmann, Historiker, Linguist und Philosoph
- Nicolas Hayek (1928–2010), Schweizer Unternehmer
- Selim al-Hoss (1929–2024), Politiker
- Edgar de Picciotto (1929–2016), libanesisch-schweizerischer Bankier
- Kamal Salibi (1929–2011), Historiker
- Adnan Kassar (1930–2025), Bankier, Unternehmer und Politiker
- Sarkis Latchinian (1930–2012), Wirtschaftswissenschaftler
- Malcolm Kerr (1931–1984), US-amerikanischer Politologe
- Antonella Lualdi (1931–2023), italienische Schauspielerin
- Khalil Taha (1932–2020), Ringer
- Delphine Seyrig (1932–1990), französische Schauspielerin und Regisseurin
- Fairuz (* 1934), arabische Sängerin
- Michel Aoun (* 1935), Offizier und Politiker
- Mishael Cheshin (1936–2015), israelischer Jurist und Richter am Obersten Gericht Israels
- Jacques R. Saadé (1937–2018), Reeder und Gründer der Reederei CMA
- Joseph Safra (1938–2020), brasilianischer Unternehmer und Bankier
- Tarek Abu Al Dahab (* 1939), Radrennfahrer
- Marwan Hamadeh (* 1939), Politiker
- Tigran Mansurjan (* 1939), armenischer Komponist
- Louis Robilliard (* 1939), französischer Organist
- Walid Eido (1942–2007), Jurist und Politiker
- Hassan Ali Bechara (1945–2017), Ringer
- Sona Ghazarian (* 1945), armenisch-österreichische Opernsängerin in der Stimmlage lyrischer Koloratursopran
- Adiss Harmandian (1945–2019), libanesisch-armenischer Popsänger, Songwriter und Komponist
- Hisham Kabbani (1945–2024), libanesisch-US-amerikanischer islamischer Gelehrter und Sufi-Scheich
- Raphaël Bedros XXI. Minassian (* 1946), armenisch-katholischer Geistlicher, Patriarch von Kilikien
- Aram I. (* 1947), Geistlicher der Armenischen Apostolischen Kirche
- Bachir Gemayel (1947–1982), Präsident des Libanon
- Ed Hatoum (* 1947), kanadisch-libanesischer Eishockeyspieler und -trainer
- Hassan Sabeh (* 1947), Politiker
- Elias Khoury (1948―2024), Autor
- Neal Conan (1949–2021), US-amerikanischer Radiojournalist, Produzent und Korrespondent
- Jocelyne Saab (1948–2019), Journalistin, Filmregisseurin und Drehbuchautorin
- Leila Shahid (* 1949), Diplomatin
- Gabriel Yared (* 1949), Komponist
- Milad El-Khalil  (1949–2017), Landtagsabgeordneter (CDU)
- Mohamed Tarabulsi (1950–2002), Ringer

### 1951 bis 1960
- Mario Kassar (* 1951), US-amerikanischer Filmproduzent
- Michel Kozlovsky (* 1951), kanadischer Pianist, Dirigent und Musikpädagoge
- Bertrand Lemoine (* 1951), französischer Architekt, Ingenieur und Publizist
- Hoda Barakat (* 1952), Schriftstellerin
- Samir Geagea (* 1952), Politiker
- Mona Hatoum (* 1952), Künstlerin
- Fouad Makhzoumi (* 1952), Milliardär, Geschäftsmann und Politiker
- Iskandar Safa (* 1952), französischer Geschäftsmann
- Souhaila Andrawes (* 1953), Terroristin
- Nawaf Salam (* 1953), Jurist und Diplomat
- Suleman Taufiq (* 1953), deutsch-syrischer Schriftsteller, Übersetzer und Herausgeber
- Charbel Nahas (* 1954), Politiker
- Elias Jammal (* 1954), Hochschullehrer
- Emmanuel Guiragossian (* 1954), Maler
- Freddy Deeb (* 1955), US-amerikanischer Pokerspieler
- Naji Hakim (* 1955), französischer Komponist, Organist und Pianist
- Elie Samaha (* 1955), Filmproduzent
- Albert Bahhuth (* 1956), libanesisch-US-amerikanischer Geistlicher, Weihbischof in Los Angeles
- Jean Claude Séférian (* 1956), französischer Chansonnier
- William T. Stanley (1956–2015), US-amerikanischer Mammaloge
- Rabih Abou-Khalil (* 1957), Komponist, Oud-Spieler und Jazzmusiker
- Pierre Audi (1957–2025), Theaterregisseur und Theaterintendant
- Hovnan Derderian (* 1957), Erzbischof
- Mona Nemer (* 1957), Molekularbiologin
- Vadim Oswalt (* 1957), deutscher Historiker und Hochschullehrer
- Christoph Rihs (* 1957), Schweizer Künstler
- Gebran Tueni (1957–2005), Journalist und Politiker
- Arsinée Khanjian (* 1958), armenische Schauspielerin und Filmregisseurin
- Élie Aboud (* 1959), französischer Mediziner und Politiker
- Rabih Alameddine (* 1959), Maler und Schriftsteller
- Ihsan Farha (* 1959), Pokerspieler
- Peter Karam (* 1959), maronitischer Geistlicher, Kurienbischof
- Gazebo (* 1960), italienischer Popsänger
- Samir Kassir (1960–2005), Journalist und Intellektueller
- Raymond Khoury (* 1960), Schriftsteller und Drehbuchautor
- Hassan Nasrallah (1960–2024), Hisbollah-Führer

### 1961 bis 1970
- Bettina Hradecsni (* 1961), Politikerin
- Giselle Khoury (1961–2023), libanesisch-französische Journalistin und Talkshowmoderatorin
- Mikaël Antoine Mouradian (* 1961), armenischer Bischof in New York
- Claudia Basrawi (* 1962), deutsche Autorin, Übersetzerin und Schauspielerin
- Jean-Marie Chami (* 1962), Weihbischof des Melkitischen Patriarchats und Patriarchalvikar der Eparchie Alexandria
- Salah Saouli (* 1962), Maler und Bildhauer
- Armin Maus (* 1964), deutscher Journalist
- Keanu Reeves (* 1964), kanadischer Schauspieler und Musiker
- Elie Saab (* 1964), Modedesigner
- Steve Kerr (* 1965), US-amerikanischer Basketballspieler
- Yussef Bazzi (* 1966), Schriftsteller, Dichter und Journalist
- Habib Chamieh (* 1966), maronitischer Bischof
- May Chidiac (* 1966), Journalistin
- Assaad Elias Kattan (* 1967), orthodoxer Theologe
- Serj Tankian (* 1967), armenisch-US-amerikanischer Sänger und Komponist
- Haifa Wehbe (* 1967), Sängerin
- Dom Joly (* 1968), britischer Komiker und Produzent
- Christophe Zakhia El-Kassis (* 1968), maronitischer Erzbischof und Diplomat des Heiligen Stuhls
- Hendrik Ziegler (* 1968), Kunsthistoriker
- Charles Georges Mrad (* 1969), Kurienbischof des Patriarchats von Antiochien
- Antoine Nassif (* 1969), syrisch-katholischer Geistlicher, Exarch von Kanada
- Issa Hassan (* 1970), kurdischer Musiker und Komponist
- Rodolphe Saadé (* 1970), französisch-libanesischer Geschäftsmann

### 1971 bis 1980
- Rika Hiraki (* 1971), japanische Tennisspielerin
- Edy Cohen (* 1972), israelischer Journalist
- Hovik Keuchkerian (* 1972), spanischer Schauspieler und Profiboxer
- Amale Andraos (* 1973), Architektin
- Samantha Besson (* 1973), schweizerisch-britische Rechtswissenschaftlerin und Hochschullehrerin
- John Dolmayan (* 1973), US-amerikanischer Schlagzeuger
- Christian Vorländer (* 1973), Jurist
- Claude Chalhoub (* 1974), Musiker
- Parsegh Baghdassarian (* 1975), armenisch-katholischer Ordensgeistlicher, Weihbischof in der Eparchie Our Lady of Nareg in Glendale
- Mazen Kerbaj (* 1975), Musiker und Comiczeichner
- Nick E. Tarabay (* 1975), Schauspieler
- Boris Vallaud (* 1975), französischer Politiker
- Rabih Merhi (* 1976), Musikproduzent
- Kida Khodr Ramadan (* 1976), deutscher Schauspieler
- Josef Fares (* 1977), libanesisch-schwedischer Filmregisseur und Drehbuchautor
- Ruba Ghazal (* 1977), kanadische Politikerin
- Elie Joseph Warde (* 1977), syrisch-katholischer Bischof von Kairo
- Amal Alamuddin (Amal Clooney) (* 1978), britisch-libanesische Juristin
- Sharbel Touma (* 1979), schwedischer Fußballspieler
- Lina Ghotmeh (* 1980), Architektin
- Ibrahim Maalouf (* 1980), französisch-libanesischer Musiker
- Youssef Mohamad (* 1980), Fußballspieler
- Camil Afram Antoine Semaan (* 1980), syrisch-katholischer Patriarchalexarch von Jerusalem
- Basil Shaaban (* 1980), Autorennfahrer
- K-Maro (* 1980), Sänger

### Ab 1981
- Massari (* 1981), Sänger
- Tony Yalda (* 1981), Schauspieler
- Joyce El-Khoury (* 1981 oder 1982), Sopranistin
- Jules Boutros (* 1982), syrisch-katholischer Kurienbischof
- Robert Badichah (* 1983), armenisch-katholischer Ordensgeistlicher, Weihbischof in Beirut
- Michael Malarkey (* 1983), Schauspieler und Singer-Songwriter
- Nancy Ajram (* 1983), Sängerin
- Mika (* 1983), Sänger, Komponist und Produzent
- Maria Nalbandian (* 1983), Sängerin und Fotomodell
- Issam Aledrissi (* 1984), Fußballspieler
- Chirine Njeim (* 1984), Skirennläuferin
- Elmo (* 1984), deutscher Rapper (Bruder von MoTrip)
- Bilal Aziz (* 1985), türkisch-libanesischer Fußballspieler
- Rola El-Halabi (* 1985), Profiboxerin
- Baba Saad (* 1985), deutscher Rapper
- Zakaria Charara (* 1986), Fußballspieler
- MoTrip (* 1988), deutscher Rapper (Bruder von Elmo)
- Rabih Ataya (* 1989), Fußballspieler
- Ahmad Hazer (* 1989), Hürdenläufer
- Noureddine Hadid (* 1993), Sprinter
- Mia Khalifa (* 1993), Pornodarstellerin
- Carla Chamoun (* 1998), Sängerin
- Manon Ouaiss (* 2000), Skirennläuferin
- Carl Byron (Geburtsdatum unbekannt), Komponist und Keyboarde